# Sópatro de Apameia
Sópatro de Apameia (m. antes de 337) foi um notável filósofo neoplatónico e  sofista, discípulo de Jâmblico. Depois da morte deste (c. 325), Sópatro viajou até Constantinopla, onde gozou dos favores e da amizade pessoal de Constantino.
A Suda diz que escreveu diversas obras, incluindo Sobre a prudência (Περὶ Προνοίας), e outra chamada ""Sobre as pessoas que são inevitavelmente afortunadas e desgraçadas" (περὶ τῶν παρὰ τὴν ἀξίαν εὐπραγούντων ἢ δυσπραγούντων).
É distinto de outro sofista, também "de Apameia", que escreveu epítomes de variados autores e provavelmente também a obra "Extratos históricos"., da qual Fócio preservou um resumo, ao qual parece ter sido incorporada uma grande variedade de factos e ficção, por um grande número de autores.
Sópatro foi um de muitos condenados à morte por Constantino, antes de 337. Zósimo atribui a morte de Sópatro às maquinações de Ablávio.